# Vonihove
Vonihove, česky a slovensky také Vnihovo (ukrajinsky Вонігове nebo také Вонігово, maďarsky Vajnág)  je obes v Buštynské vesnické komunitě v okrese Ťačiv v Zakarpatské oblasti na Ukrajině. V roce 2023 zde žilo 2670 obyvatel.

## Historie
První písemná zmínka o  vesnici pochází z roku 1389. Do uzavření Trianonské smlouvy byla ves součástí Uherska, poté byla (pod názvem Vnihovo) součástí Československa. Od roku 1945 byla ves součástí Ukrajinské sovětské socialistické republiky, která byla jednou ze svazových republik Sovětského svazu, nakonec od roku 1991 je součástí samostatné Ukrajiny